# Kabanos
Kabanos (/kəˈbænəs/; số nhiều: kabanosy), còn được gọi là cabanossi hoặc kabana, là một loại xúc xích khô dài, mỏng, thường làm bằng thịt heo có nguồn gốc ở Ba Lan. Chúng có hương vị khói, và có thể mềm hoặc rất khô trong kết cấu tùy thuộc vào độ tươi. Thông thường, chúng khá dài, 60 cm (24 in), nhưng rất mỏng, với đường kính khoảng 1 cm (0,39 in), và gấp làm hai, tạo cho chúng một diện mạo đặc trưng. Các phiên bản làm từ thịt gà và gà tây là mặt hàng chủ lực trong thị trường thịt kosher và các loại đặc sản.

## Từ nguyên và lịch sử
Tên này xuất phát từ từ kaban, một thuật ngữ cũ được sử dụng ở miền đông Ba Lan để chị một con lợn đực nhỏ được vỗ béo bằng khoai tây đặc biệt để làm ra loại xúc xích này (do đó là kabanos - "làm bằng kaban"). Từ kaban với nghĩa tương tự cũng có trong các ngôn ngữ lân cận khác; ban đầu nó được cho vay vào ngôn ngữ Đông Slav từ các ngôn ngữ Turkic nơi nó có nghĩa là một con lợn lòi.
Kabanosy được biết đến ít nhất được sản xuất từ thời trung cổ, và vì khả năng lưu trữ lâu dài của chúng, chúng được coi là thực phẩm hoàn hảo cho binh lính và khách du lịch, được phản ánh bởi đặc điểm thiết kế của kabanos: độ mỏng, thường rất dài và hình dạng mà chúng luôn được giữ Theo một số nhà sử học, chúng được treo quanh cổ (giống như vòng cổ), cho phép kỵ sĩ ăn khi đang di chuyển mà không dừng lại để nghỉ ăn. Vì lý do tương tự, chúng cũng được sử dụng làm thực phẩm đi bộ đường dài và rất phổ biến ở vùng Cao nguyên Ba Lan. Phiên bản chặt chẽ hơn, nhỏ hơn của kabanosy dài - như được bán ngày nay - cũng phổ biến trong các binh sĩ bộ hành (và du khách). Gói kabanos nhỏ hơn cho phép nó được "đeo" trên cổ tay và ăn trong khi diễu hành.
Ngày nay, kabanosy được làm bằng các loại gia vị khác nhau, và có nhiều hương vị khác nhau. Trước thế kỷ 20, nhiều loại gia vị khác nhau cũng đã được sử dụng trong sản xuất kabanosy, mang đến cho chúng hương vị riêng biệt của mỗi địa phương, khác biệt giữa các vùng khác nhau của Ba Lan.

## Thời hiện đại
Sản xuất kabanosy cần tối thiểu 150 gram thịt lợn loại tốt nhất để tạo ra 100 gram xúc xích, ngày nay được gọi là "tỷ lệ tối thiểu 3:2". Điều này là cần thiết vì sẽ thất thoát một phần nước có trong thịt được sử dụng để tạo nên xúc xích khô, chúng bay hơi trong quá trình hút thịt dài. Ngày nay, hầu hết mọi nhà sản xuất kabanosy của Ba Lan đều mô tả trên bao bì với tỷ lệ xúc xích của họ được sản xuất; ví dụ, nhà sản xuất Kania tuyên bố rằng "157 gram thịt đã được sử dụng để tạo ra 100 gram kabanosy".
Hai loại kabanosy chính bao gồm loại hơi "mềm" hơn và phổ biến hơn (ít hun khói hơn, chỉ vì hương vị) và loại "cứng" hơn (khô hơn nhiều so với loại mềm hơn), được hun khói trong một thời gian rất dài, về cơ bản cho đến khi uốn xúc xích trở nên khó khăn (đến mức nó bị nứt khi ai đó cố gắng uốn cong nó). Do quá trình hun khói lâu dài và kỹ lưỡng, loại "kabanos cứng" để dành cực kỳ lâu dài và không hư hỏng nhanh như hầu hết các loại thịt khác không có chất bảo quản.
Hơn nữa, kabanosy cũng được phân loại thành hai loại chính khác, tùy thuộc vào lượng gia vị được sử dụng: "nóng" (rất cay) và "nhẹ" (ít cay). Cả hai loại kabanosy "cứng hơn" và "mềm hơn" đều có dạng "nóng" hoặc "nhẹ", vì "độ cứng" của xúc xích chỉ đến từ thời gian hun khói, nhưng nếu không thì hai loại này được làm từ cùng một thành phần.
Theo các công thức nấu ăn hiện đại, kabanosy hiện đang được ướp với các loại gia vị khác nhau, chẳng hạn như hạt tiêu đen, ớt và các loại khác. Không giống như các loại thịt khác, những xúc xích này thường được ăn một mình như một món khai vị hoặc thường được ăn kèm với phô mai. Mặc dù kabanosy có thể được nấu với các thực phẩm khác, nhưng chúng thường chỉ được phục vụ lạnh. Chỉ khi không có thịt khác dành cho khách du lịch hoặc binh lính Ba Lan thì họ mới cắt kabanos thành những miếng nhỏ để nấu chúng với rau, kiều mạch, kê, khoai tây, hoặc bất cứ thứ gì khác có sẵn.
Trong những năm gần đây, một số nhà sản xuất đã tạo ra xúc xích được làm theo quy trình tương tự như kabanosy, nhưng đã thay thế thịt lợn truyền thống bằng thịt khác (chủ yếu là thịt gia cầm). Do hình dạng và vẻ ngoài khác biệt của chúng, chúng thường được gọi là kabanosy, cùng với việc thêm tên của loại thịt mà chúng chứa, ví dụ kabanosy z Kurczaka, nghĩa là "kabanosy gà".

## Phục vụ

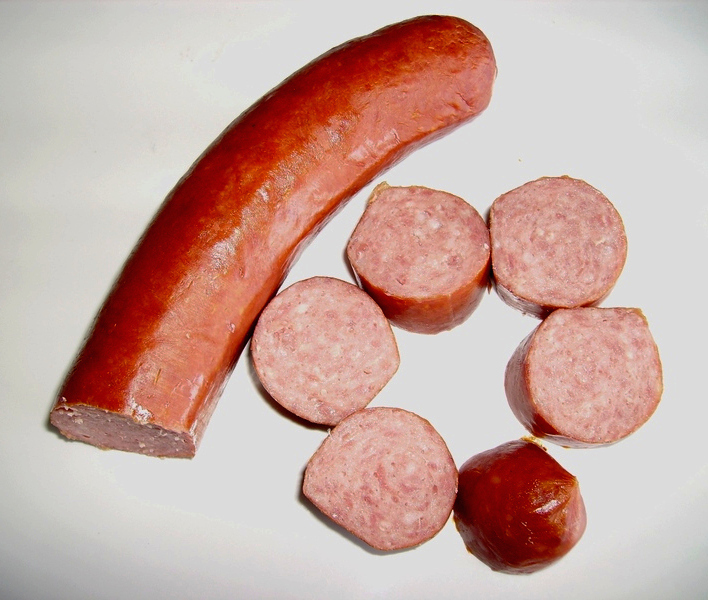
Cabanossi Đức

Nó thường được cắt thành miếng vừa ăn và ăn lạnh như một món khai vị hoặc đồ ăn nhẹ, thường là với phô mai và bánh quy giòn. Cabanossi nhỏ, được gọi là minicabanossi, cũng được bày bán. Cabanossi thái lát cũng là một loại pizza phổ biến hàng đầu.

## Phân phối
Xúc xích kabanos hầu hết được tìm thấy ở các quốc gia Nam, Trung và Đông Âu từ Biển Adriatic đến các nước Baltic, và cũng rất phổ biến ở Úc, New Zealand, Nam Phi, Israel và Peru, trong đó xúc xích là một trong những loại xúc xích khô phổ biến. Ở Trung và Đông Âu, kabanos chủ yếu được tiêu thụ như một món ăn nhẹ. Ở Israel, vì luật ăn kiêng (luật kashrut của người Do Thái và halal của Hồi giáo), xúc xích kabanos hầu như chỉ được làm từ thịt gà và/hoặc gà tây. Kabanos cũng khá phổ biến ở Colombia, nơi nó được gọi là cabano.

## Tranh chấp Ba Lan-Đức
Sau khi Ba Lan gia nhập Liên minh châu Âu, Ba Lan và Đức đã chiến đấu trong một cuộc chiến thương mại trong 10 năm với cái tên kabanos (do một yêu sách của Đức đối với công thức truyền thống của Ba Lan). Vào năm 2011, khi các nhà sản xuất Ba Lan đệ trình bằng chứng khoa học về nguồn gốc Ba Lan của kabanos từ các nhà sử học của họ, EU cuối cùng đã cấp tên kabanos truyền thống được đảm bảo cho Ba Lan. Tình trạng này không cấm các nhà sản xuất từ các quốc gia khác sản xuất và bán kabanos dưới tên đó, nhưng yêu cầu nó được thực hiện theo "công thức được tôn vinh theo thời gian".